# 축제
축제(祝祭)는 지역 사회, 학교, 교회 등에서 여는 행사이다. 주로 음악, 춤, 음식, 스포츠 등이 함께 한다. 축제의 종류는 학교 축제, 영화제, 음악 축제, 지역 문화제, 종교 축제, 록 페스티벌 등 유형에 따라 다양하다.

## 축제의 정의
축제는 개인 또는 집단이 특별한 의미가 있는 시간을 기념하는 일종의 의식을 말한다. 그러나 최근 축제가 지역 기반 문화 산업으로 인식되어 경제적 가치, 놀이 문화의 관점에서 주목 받는다. 축제를 의미하는 단어인 Festival 은 성일을 뜻하는 라틴어 Festivals에 유래해 그 뿌리가 종교의례에 있음을 알 수 있다. 역사학에서는 축제를 뒤르켐적 모델, 프로이트적 모델로 구분하고 있다. 뒤르켐 모델은 축제를 "사회적 통합을 위해 기능하는 종교적 형태"로 규정한다. 반면 프로이트 모델은 축제의 성격을 전도적, 비일상적 성격으로 보고있다. 이는 축제가 통합과 질서의 유지보다는 '금기의 위반, 과도함과 난장트기'로 보는 것이다.

## 축제의 기능

### 놀이로서의 축제
놀이는 보통 비생산적인 것, 시간 낭비에 해당하는 행위로 생각된다. 산업혁명 이후의 근대 사회에서는 생산성 만을 강조하다 보니 놀이는 이를 높이기 위한 필요한 '휴식'에 지나지 않을 뿐이었다. 그러나 현대사회에서는 어느정도 경제적 성장을 이뤘을 때 놀이는 이제 삶의 질을 측정해주는 요소로 생각 할 수도 있다. 현대 사회에선 무작정 앞만 보고 살기보단 이제 삶의 질을 추구하는 것을 인간의 새로운 덕목으로 만드는 셈이다. 이러한 점을 바탕으로 축제는 인간의 유희적 본성을 충족 시키는 가장 대표적인 놀이의 형태로 볼 수 있다. 축제는 그들의 기쁨, 즐거움 등의 욕구를 충족 할 뿐만 아니라 평소에 느꼈던 긴장, 불안감과 같은 부정적 감정을 일소에 해소시킴으로써 그들의 삶의 질을 더욱 높이는 놀이로서의 기능을 하는 것이다.

### 미래 공동체를 위한 문화 전승의 통로
현대 사회처럼 사회가 급격하게 변하는 시기에는 자연스럽게 전통이 전승되기 쉽지 않다. 과거의 전통 문화는 날로 쇠퇴하고 있고 그저 기성세대, 노인들의 향수에 그치기 쉽다. 그러나 축제는 이미 생활에서 유리된 전통과 민속 문화를 자연스럽게 전승 할 수 있도록 만드는 통로가 된다.  특히 축제는 어려서부터 관습적으로 참여하기 때문에 전통적으로 내려오는 지식을 무의식속에 습득하고 정서적으로 동화할 수 있다. 이러한 축제는 청소년들에게 체험활동과 참여를 통해 직접 몸으로 전승한다는 점에서 의미가 있다. 이렇게 축제는 전통을 체험하게 해 과거의 시간을 살아보게 함으로써 조상의 지식을 엿 볼 수 있고 단절된 전통을 이어가는 다리와 같은 역할을 한다.

### 종교적 기능
축제를 뜻하는 Festival은 성일을 의미하는 라틴어 Festivals에서 유래되었다. 이러한 어원에서 볼 수 있듯이 축제는 그 뿌리가 종교 의례에 있다. 종교학자들에 의하면 의례는 성스러운 존재나 힘과 접촉, 의사를 소통하는 수단이다. 또한 의례를 놀이의 한 형태로 규정 하기도 하는데 이때는 의례를 성스러운 놀이로 보기도 한다. 의례는 주기성과 기능에 맞추어 통과의례, 주기적 순환 의례, 위기 의례 등으로 구분된다. 통과의례는 출생,죽음 등과 같은 삶의 중요한 전환점에서 이전 단계에서 새로운 단계로 이동을 위해 행하는 의례이다. 이러한 의례는 새로운 나의 탄생, 새로운 역할과 지위 부여 등의 기능을 한다. 또한 위기 의례는 질병, 자연재해등 공동체의 삶을 위협하는 위기를 해소하기 위하여 임시적으로 행하는 의례이며 주기성을 띠지 않는다. 이에 비해 주기적 순환 의례는 종교력에 따라 주기적으로 행해지며 이러한 의례를 종교축제라고 볼 수 있다. 이러한 종교적 축제들은 흔히 신화적 사건들과 관련을 갖는다. 이러한 신화적 이야기들의 효능을 지속시키고 극화 하기 위해서이다.

### 사회 문화적 기능
축제는 앞에서 다뤘듯이 놀이, 전통문화의 전승, 종교적 기능 뿐만 아니라 사회 문화적인 통합기능 또한 엿 볼 수 있다. 이러한 기능은 공동체적 측면에서 사회의 기존 질서, 체계를 유지하고 강화시키는 것과 관련된다. 이러한 사회 문화적 기능 중 첫번째는 축제를 통해 사람들의 내재되어있던 일탈성을 난장적 의례로 표출하게 함으로써 사회의 중심적 가치와 구조를 재강화하고 창조적 변화를 가능하게 한다는 점이다. 여기서 난장적 의례란 카오스를 상징하는데 축제가 행해지는 기간엔 평소에 금지되었던 금기사항들이 허용, 역할 전도를 통한 평등주의, 성적인 농담 등 기존에는 할 수 없던 일탈 행동을 가능하게 하는 것이다. 이렇게 축제의 난장적 의례는 기존 사회 질서체계의 억압적 요소들을 축제를 통해 카타르시스를 느끼게 해주어 주기적으로 해소시켜준다. 그러나 이 의례를 하고 난 후에는 사회 질서가 이전보다 더 엄격해지며 이를 통해  기존의 낡은 세계를 벗어나 새로운 세계와 질서를 구축하며 집단의 특정 정서를 갱신하고 집단 의식을 고취시켜 사회적 유대를 강화시킨다. 두번째 기능은 축제가 집단의 가치와 이념을 표출, 강화하는 도구로 쓰인다는 것이다. 축제는 흔히 집단적으로 행해지는데 이를 통해 집단 구성원들이 공유하고 있는 정서, 이념, 그리고 가치 등을 표출해 집단의식을 강화하게 하는 것이다. 이렇게 축제는 집단 의식을 고취하여 사회적 유대를 강화하는 역할도 수행한다.

## 축제의 종류

### 종교적 축제

#### 대한민국 - 강릉 단오제
강릉단오제는 대한민국에서 가장 역사가 깊은 축제로, 마을을 지켜주는 대관령 산신을 제사하고, 마을의 평안과 농사의 번영, 집안의 태평을 기원한다. 강릉 단오제의 기원은 삼국지 동이전에 기록된 한민족의 제천 의례이다. 삼국 시대의 문서에 기반하면 5월 단옷날 시조신에게 제사를 지냈다는 기록이 남아있다.  단오제를 하는 단옷날은 연중 가장 양기가 왕성한 날로 인식되어 24절기 중 손꼽히는 중요한 날이다. 우리나라 단오의 특성은 크게 세가지로 나뉜다. 첫번째는 풍년을 기원하는 파종제로서의 단오, 두번째는 세시풍속, 셋째는 조상숭배이다. 강릉 단오제의 제의 대상은 대관령 산신, 대관령 국사성황, 국사 여성황 같은 신적인 존재이다. 제례 방법은 유교식 제사를 지낸다. 제례 의식 이외에도 단오제에는 씨름, 그네뛰기 같은 여러 가지 대한민국 전통 민속놀이에 참여 할 수 있다. 이렇게 우리나라 대표 축제인 강릉단오제는 1967년 중요 무형 문화재 13호로 등록 되었고 2005년 11월에는 유네스코가 지정하는 인류구전 및 무형유산 걸작으로 등록 되어있다.

#### 일본 - 텐진 마츠리
텐진 마츠리는 일본 오사카에서 7월 24일, 25일에 개최되는 일본의 대표적인 여름 축제이다. 이 축제는 역모죄로 억울하게 죽었던 스가와라 미치자네라는 학문의 신으로 추앙받는 인물을 기리기 위해 시행한 데서 비롯됐다. 텐진 마츠리는 주로 나무로 만든 창을 강에 떠내려 보내는 '호코나가시신지'를 시작으로 마츠리가 시작 된다. 이는 마츠리의 무사와 안전, 번영을 기원하는 개막식이다. 그 이후 오후 4시경 모요오시 다이코를 선두로 신의 행차인 '리쿠토교'가 시작된다. 이어서 신령을 태운 가마, 고호오렝이 등장하여 육로로 운반하는 '후나토교'가 오후 6시가 지나 시작된다. 그 이후 불꽃놀이인 하나비가 시작되며 마츠리는 마무리를 하게 된다.

### 음식, 지역의 특산물 축제

#### 스페인 - 토마토 축제(La Tomatina)
토마토 축제(La Tomatina)는 8월 마지막 주 수요일에 에스파냐 남동쪽 발렌시아 주의 부뇰 마을에서 개최된다. 토마토 축제는 1940년에 시작되 역사가 그리 길지는 않지만 전 세계적으로 유명해지면서 참가자가 3만 여명이 넘는 축제로 발전했다.  토마토 축제의 시작을 알리는 첫번째 행사는 긴 기둥에 햄을 매다는 것이다. 광장 중앙에 기둥이 설치되면 사람들이 햄을 잡아채기 위해 안간힘을 쓰며 햄이 장대에서 떨어지는 순간 토마토 축제는 시작 된다. 신나게 던지며 1시간 정도가 지나면 종료를 알리는 대포가 울린다. 이때는 소방차들이 동원되어 청소를 하기 시작한다. 축제상 과격해 질 수 있기 때문에 다음과 같은 안전, 위생 수칙을 따라야 한다.
1) 잘 익은 토마토라도 손으로 꽉 쥐어 으깬 뒤에 던질 것.
2) 고글과 장갑, 쉽게 벗겨지지 않는 신발을 착용 할 것
3) 특히 토마토가 눈에 들어가지 않도록 유의 할 것
4) 유리병 등 사고 가능성이 있는 물건을 소지 하지 않을 것
5) 다른 사람의 옷을 잡아당기거나 찢지 않을 것
6) 토마토를 싣고 광장으로 들어오는 대형 트럭과 축제가 끝난 뒤 들어오는 소방차에 길을 내줄 것.

#### 독일 - 맥주 축제

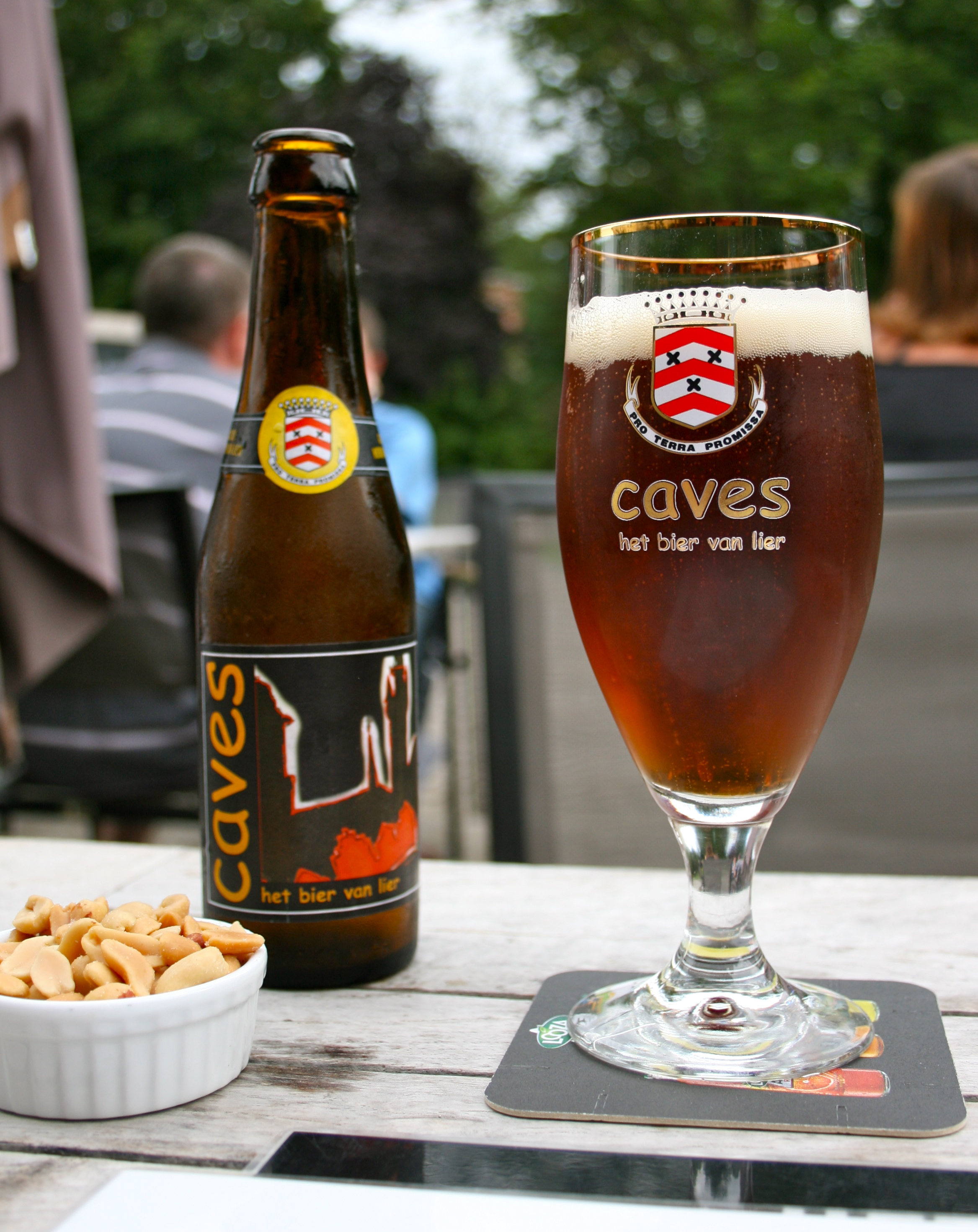

독일 뮌헨의 대표적인 맥주 축제는 옥토버페스트라고 불리며 9월 말에서 10월까지 약 2주동안 개최한다. 옥토버 페스트는 18세기 바이에른의 황태자와 테레사 공주의 결혼 축하연에서 시초가 되어 현재까지 이어졌다. 축제의 대회장인 '테레즈이엔 비제'의 광장에는 4000명을 수용할 수 있는 대형 텐트가 구비되어있다. 축제의 첫날은 반드시 토요일로 결정되며 시작은 맥주단지를 가득 채운 마차가 들어오며 축포가 터지는 신호와 함께 시작된다. 둘째 날은 축제의 퍼레이드가 열린다.

### 계절적 축제

#### 중국 - 하얼빈 빙등제 축제

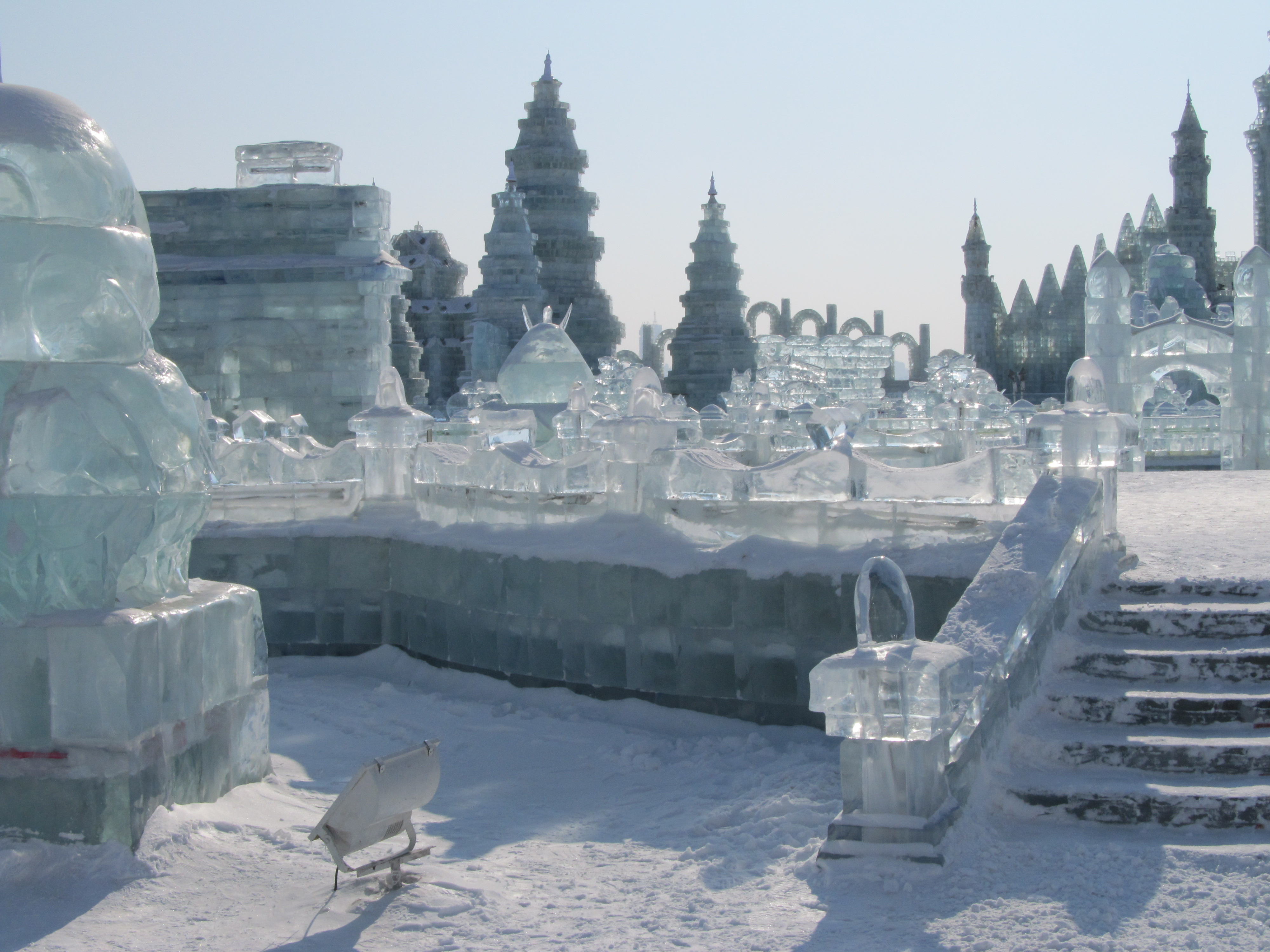

하얼빈의 빙등제는 매년 1월 5일에 열린다. 전시 작품도 1,500여점 이상으로 세계에서 제일 큰 얼음 축제이다.  축제의 역사는 1963년에 열려 다른 축제에 비해 역사가 긴편은 아니지만 거대한 조각상, 만리장성, 파르테논 신전, 피사의 사탑, 그리고 전 세계적으로 히트를 한 강남스타일의 말춤추는 모습등이 눈 조각상으로 만들어져 그 아름다움은 탄성을 자아낸다.

#### 미국 - 할로윈 축제

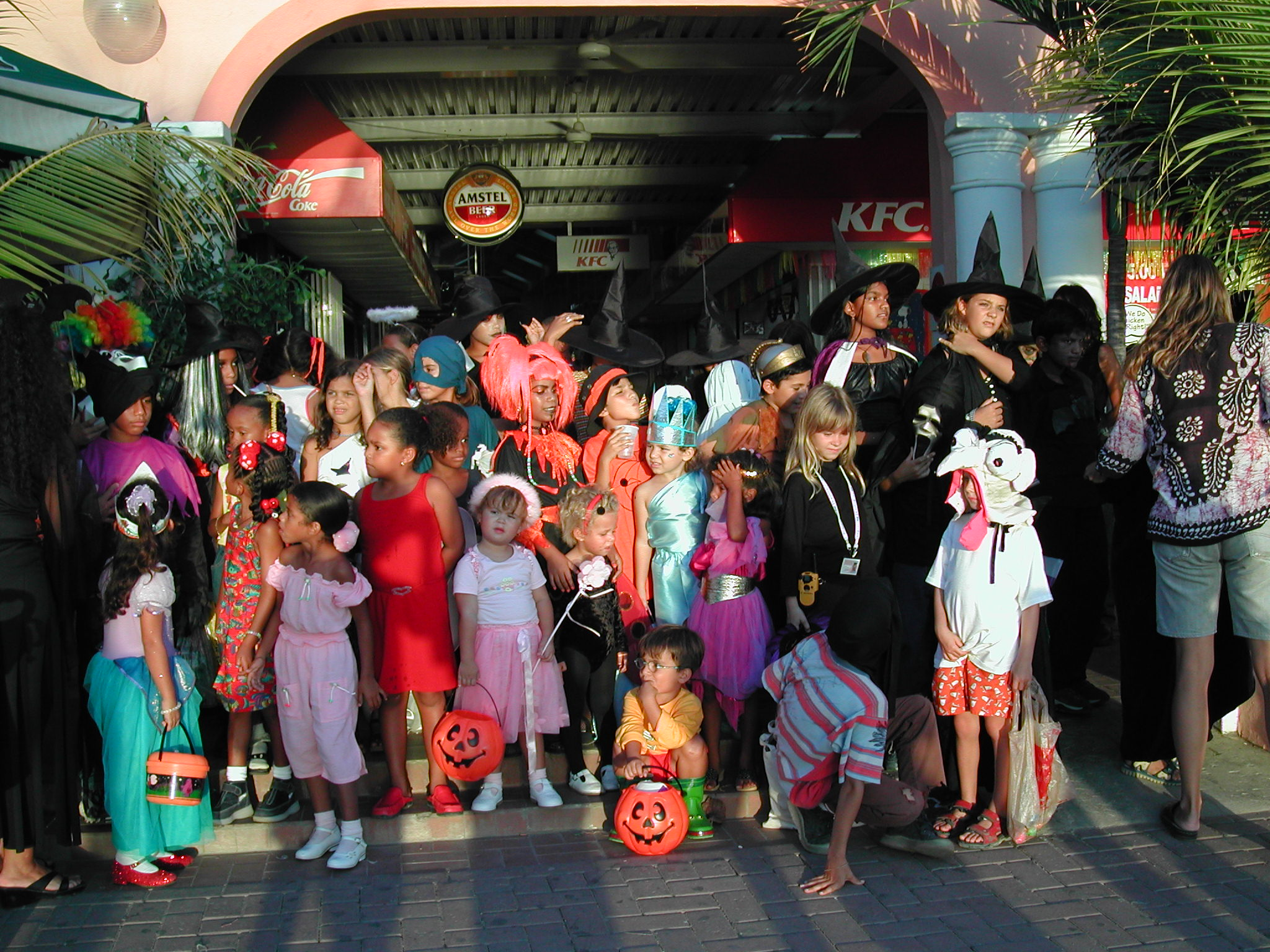

할로윈은 미국 10월 말 밤에 행하여진다. 이는 고대 켈트인의 삼하인 제를 기원으로 하고 있다. 할로윈의 어원은 Hallow 로써 이는 애글로 색슨어로 성도를 의미한다.또한 All Hallows Even(만성절 전야제) 을 줄여서 Halloween이 되었다. 고대 앵글로색슨족과 켈트족은 이날 온갖 귀신과 악령들이 세상을 떠돌아 다닌다고 생각했지만 현대 그러한 의미는 거의 사라지고 어린이들을 위한 축제로 발전되었다. 이 날 어린 아이들은 귀신과 같은 독특한 분장을 하고 과자, 사탕을 얻으로 다니는 행사로 변하게 되었다.

### 예술적 축제

#### 프랑스 - 칸느 영화제

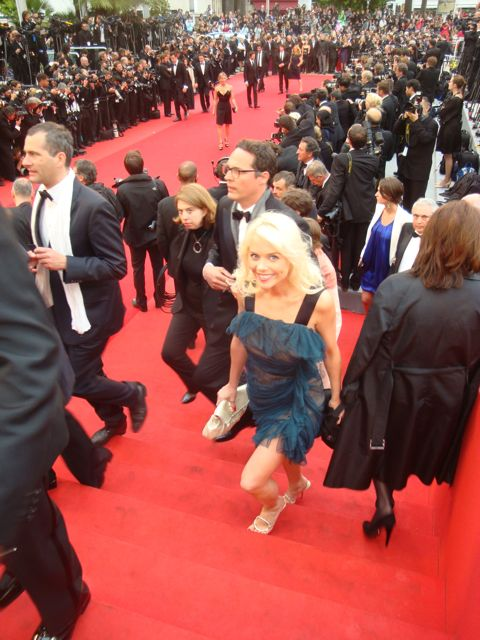

프랑스 남부 도시 칸에서 매년 5월에 열리는 영화제이다. 이탈리아의 베니스 국제 영화제, 독일의 베를린 국제영화제와 더불어 세계 3대 영화제이다. 칸 영화제에선 영화의 역사를 추인한 거장들을 기린다. 1960년부터 현재까지 세계 최대 규모로 성장하여 전 세계에서 온 영화 전문가들의 비즈니스 장소 역할을 맡고 있다. 우리나라 영화 작품으로는 2002년 55회 영화제에 임권택 감독이 <취화선>으로 감독상을, 2004년 57회에선 박찬욱 감독의 <올드보이>가 심사위원 대상을 수상함으로써 한국 영화의 위상을 높였었다.

#### 독일 - 바이로이트의 바그너 음악제

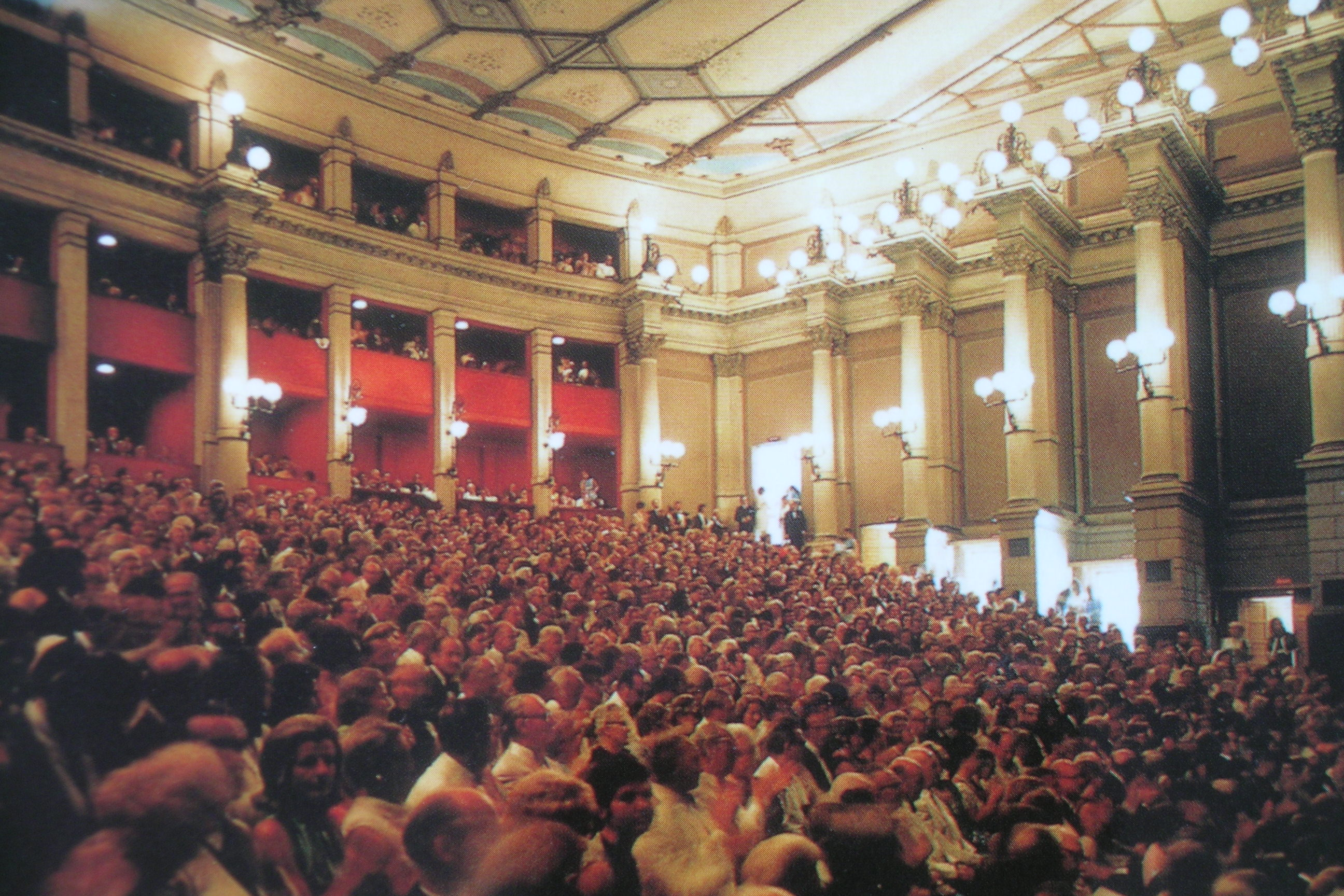

독일에는 현재 120개가 넘는 음악축제가 있으며 이 중에서도 바이로이트 음악축제는 세계적 경쟁력을 갖춘 독일의 대표적 음악축제이다. 입장권의 수요는 증가 추세에 있어 지금 예매하더라도 8년 후에 볼 수 있을 정도이다. 바이로이트 축제는 바그너라는 사람이 자신의 악극 '니벨룽겐의 반지'의 공연을 하기 위해 바이로이트에 극장을 건축하며 1876년 '니벨룽겐의 반지'를 초연, 1882년 필생의 대작 '파르지팔'을 초연 한 후 지금까지 세계에서 가장 중요한 음악제로 자리잡기에 이르렀다. 페스티벌의 주요 레퍼토리는 <니베룽의 반지> 전곡을 비롯해 <탄호이저>, <트리스탄과 이졸데>, <파르지팔>, <뉘른베르크의 마이스터징어>, <방황하는 네덜란드인> 등이 있다.

## 같이 보기
- 잔치